# Salita al Calvario (Bosch Vienna)

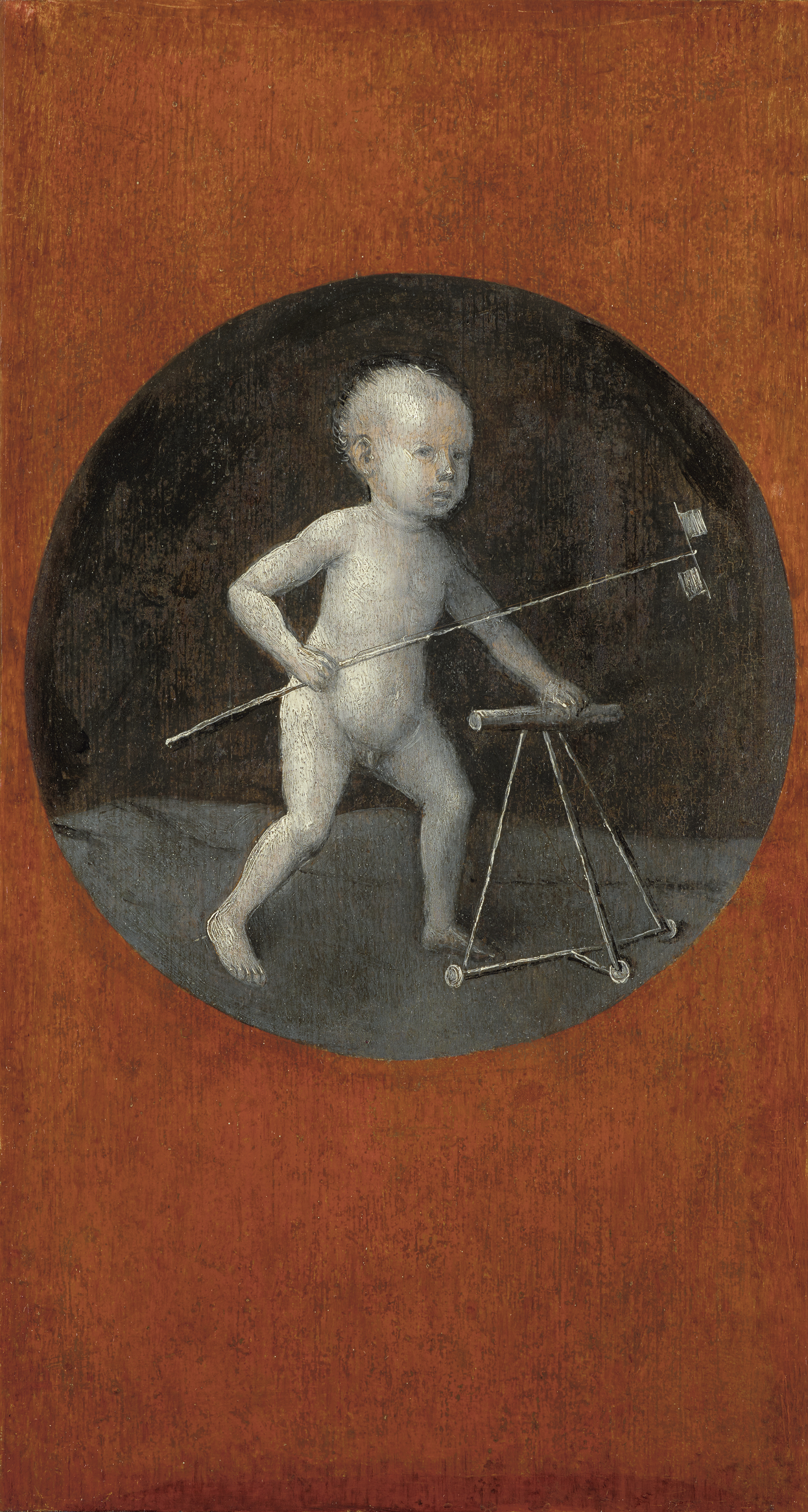
Verso

La Salita al Calvario, o Cristo portacroce, è un dipinto a olio su tavola (57x32 cm) di Hieronymus Bosch, databile al 1500 circa e conservato nel Kunsthistorisches Museum di Vienna. Sul retro la tavola mostra un Bambino che gioca a monocromo entro un medaglione.

## Storia
Il dipinto è stato a lungo datato tra il 1490-1500, ma attualmente, grazie alle moderne analisi dendrocronologiche, si crede che sia stato realizzato verso il 1500.
La tavola, in principio, era più grande, e venne accorciata di 20 centimetri nella parte superiore e di 2,5 centimetri nel bordo inferiore per ragioni ignote, probabilmente legate a cadute di colore. Era lo scomparto sinistro di un trittico, a cui appartenevano anche un Calvario (tavola centrale) e una Deposizione di Cristo o una Discesa dalla croce o una Pietà (battente destro).
Esistono almeno altre due versioni col soggetto della Salita al Calvario, realizzate da Bosch: una del periodo 1515-1516 circa nel Museum voor Schone Kunsten di Gand (74x81 cm); l'altra del 1498 circa, collocata nel Palazzo Reale (Madrid), di molto più grande delle altre due (150x94 cm). Si tratta di opere in cui Bosch manifesta la brutalità della folla.

## Descrizione e stile

### Recto
La Salita al Calvario è rappresentata in maniera piuttosto insolita per la tradizione fiammingo-olandese, avvicinabile piuttosto a modelli della scuola tedesca. I personaggi sono infatti distribuiti in un doppio corteo, quello superiore dominato dalla figura di Gesù e quello inferiore legato ai due ladroni. tale scelta compositiva è di grande modernità, animata anche da fini accorgimenti, come il raccordo tra le due metà offerto dal lungo albero a cui verrà crocifisso uno dei ladroni. Simone di Cirene, secondo un'altra invenzione di Bosch, non aiuta Gesù a portare la croce, ma la sfiora solamente con una mano, addossando tutto il peso del peccato altrui a Cristo, che procede così solo nel cammino del sacrificio verso la salvezza, secondo le disposizioni della devotio moderna.
In alto Gesù Cristo si incammina verso il Golgota portando una croce a forma di T sulle spalle, circondato da una massa bestiale e grottesca in preda ad urla e schiamazzi. Un uomo, vestito di una tunica rossa, rappresentato davanti al Signore, è colto nel momento in cui lo colpisce con una frusta, riprendendo un'analoga figura nella Salita al Calvario di Madrid. Sullo scudo di uno dei soldati che sferzano e incalzano Gesù è rappresentata un rospo, simbolo diabolico di eresia e di lussuria.
Nella parte inferiore sono rappresentati i due ladroni che, secondo il testo evangelico di san Matteo, vennero crocifissi contemporaneamente a Gesù. A destra, il Buon Ladrone, anche se legato e trattenuto da uno sgherro, s'inginocchia per confessarsi davanti a un frate (un motivo che venne citato da Bruegel il Vecchio); la sua croce è un lungo tronco d'albero, la cui sommità è stata tagliata via. A sinistra si vede poi il cattivo ladrone, accompagnato da uno strano personaggio con un manto rosso e un cappuccio nero. Il ladrone, spinto verso il Calvario da un manipolo di armati, ha un'espressione di sfida, seppur venata dal terrore. La sua croce si intravede più lontana, nel paesaggio.
L'opera presenta un cromatismo acceso, legato ancora al gotico internazionale, con colori caldi come il rosso delle vesti dei soldati, e freddi come la tunica azzurra di Cristo e il verde del paesaggio.

### Verso
Sul retro della tavola si trova un Fanciullo nudo che gioca entro un medaglione a monocromo, con in mano una girandola e spinge un girello. Si tratta forse di un'allusione all'infanzia di Cristo, di toccante fragilità umana, o di un'allegoria dell'umanità o dell'universo (Combe). Gibson (1972) interpretò un po' forzatamente la figura della girandola in analogia con i mulini a vento della Salita al Calvario, quali allusioni all'eucaristia e alla redenzione.
Se si trattasse di Cristo allora i giochi potrebbero venire letti come prefigurazioni degli strumenti della Passione: il legno della croce, la lancia di Longino, i tre chiodi.